# Sferic Terrassa

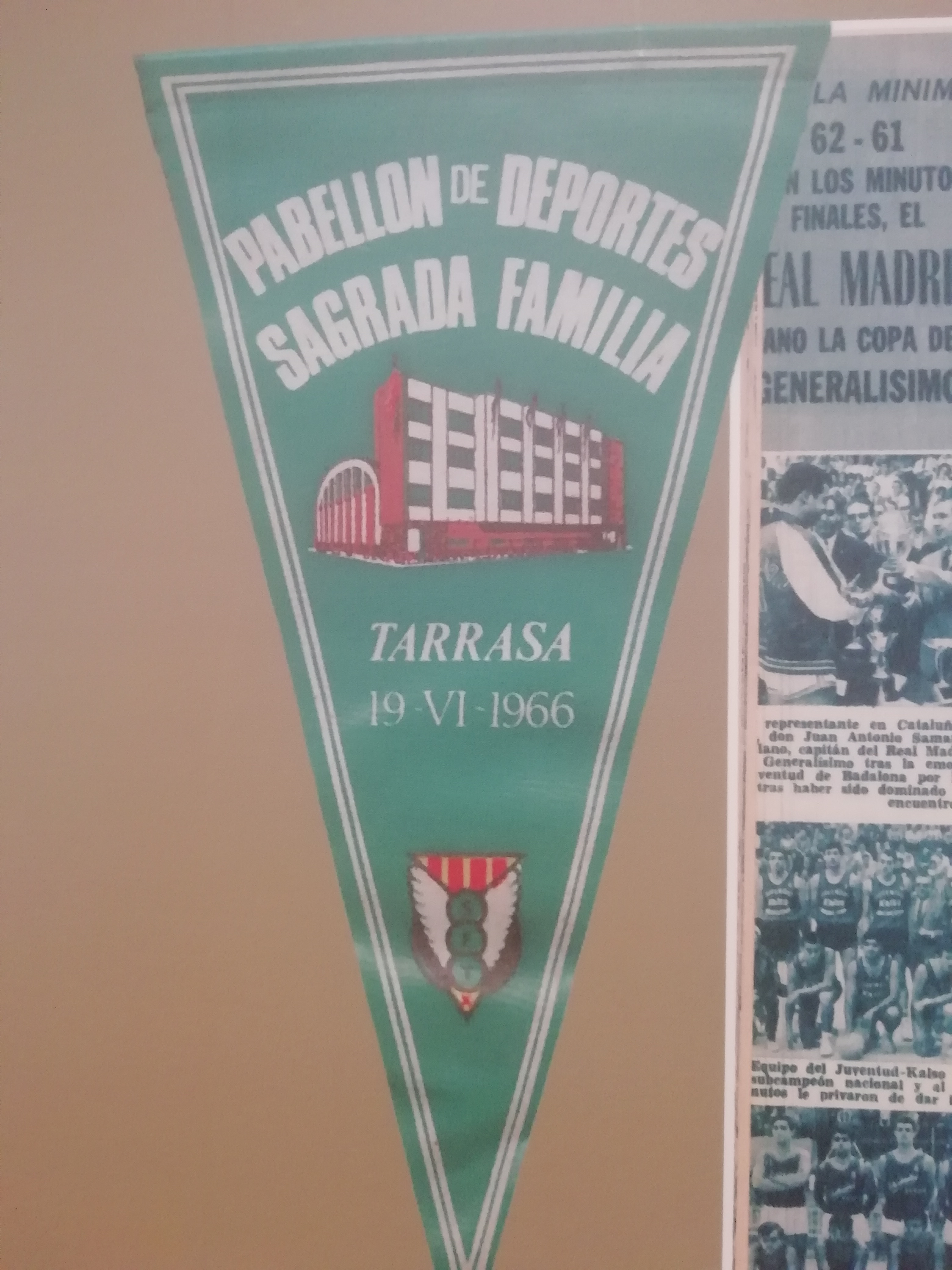
Banner del Pabellón de Deportes de la Sagrada Familia de Terrassa.

El SFERIC Terrassa es un club de baloncesto y hockey sobre patines de la ciudad de Tarrasa, en Barcelona.
Los orígenes del club están muy vinculados al barrio de Ca n'Aurell y en concreto a la actividad de su parroquia, la Sagrada Familia. De hecho, aun hoy conserva el nombre del lugar donde se creó: Sagrada Familia Deportiva Recreativa y Cultural (SFERIC).

## Historia y secciones
El club se fundó en 1932 con el nombre de S.F. Terrassa, con la pionera sección de baloncesto. El 19 de julio de 1966 se inauguró el pabellón de deportes de la Sagrada Familia, en la calle de Faraday, donde tuvieron lugar las finales de la XXX edición de la Copa del Generalísimo de baloncesto (desde 1976, Copa del Rey de baloncesto). En 1973 el club pasa a llamarse SFERIC.
La sección de hockey comenzó a competir la temporada 1950-1951, por lo que se considera uno de los precursores de este deporte tanto en España.